# Phytoliriomyza pilosella
Phytoliriomyza pilosella este o specie de muște din genul Phytoliriomyza, familia Agromyzidae, descrisă de Spencer în anul 1973. Conform Catalogue of Life specia Phytoliriomyza pilosella nu are subspecii cunoscute.